# Сульберг, Эрна
Э́рна Су́льберг (норв. Erna Solberg, ˈæ̀ːɳɑ ˈsûːlbærɡ; род. 24 февраля 1961[…], Берген, Берген) — норвежский государственный и политический деятель. С 2004 года лидер Консервативной партии Норвегии. Премьер-министр Норвегии с 16 октября 2013 по 14 октября 2021 года.

## Биография
Эрна Сульберг родилась в Бергене в 1961 году. При учёбе в школе ей пришлось испытать ряд трудностей в связи с дислексией. В школе она играла в оркестре, брала уроки фортепиано. По окончании школы она поступила в Бергенский университет, который закончила в 1986 году по специальности социология и политология.
С ранних лет она стала членом Консервативной партии и вскоре вошла в руководство сначала молодёжного крыла, затем и самой партии. С 1989 года является постоянным членом Стортинга (норвежского парламента).
В 2001 году она вошла в правительство Хьелль Магне Бунневика министром коммунального хозяйства. Проработала в правительстве 4 года. Показала себя волевым и целеустремлённым политиком и 9 мая 2004 года возглавила Консервативную партию.
В сентябре 2013 года на Парламентских выборах в Норвегии альянс из четырёх правых партий получил большинство. Премьер-министр Норвегии Йенс Столтенберг заявил об отставке; его на этом посту и сменила 16 октября Эрна Сульберг.

## Семья
Эрна Сульберг состоит в браке с 1996 года с Синдре Финнесом. Они воспитывают сына и дочь.